# 申正允
申正允（韓語：신정윤，1985年2月13日—），韓國男演員。

## 簡歷
申正允於1985年2月生於全羅南道求禮郡，童年時曾在光州廣域市的才藝大賽中獲得了大獎。他在初中三年級前一直以成為運動員為目標，但因家庭變故而放棄此目標，改為嘗試演戲。他自高中一年級起作準備，包括改掉全羅道的方言及推遲入學考試，並在三年級進入演技學院，最終進入以戲劇電影學系聞名的中央大學，修讀演劇電影科。畢業後，他在前輩的引薦下於2005年首度參演電視劇，但其後一直處於無名演員的狀態，因此曾一度陷入低谷。
2017年起，他在兩部電視劇中參演小配角獲注目，因此於2020年獲KBS選定為日日劇《絕妙的遺產》的主角，成為他十五年演藝生涯中首次出演主角角色。2021年，他再度參演日日劇，任《紅色高跟鞋》的主角角色。

## 演出作品

### 電視劇
- 2005年：KBS《玉琳的成長日記2》飾演 許煥
- 2015年：MBC《輝煌或瘋狂》飾演 孝成太子
- 2016年：MBC《黃金口袋》
- 2018年：KBS《一起生活吧》飾演 金東民
- 2019年：MBN《Level Up》飾演 宋主任
- 2020年：KBS《絕妙的遺產》飾演 夫雪嶽
- 2020年：MBC《李小姐知情》飾演 黃老師
- 2020年：JTBC《模範刑警》飾演 徐記者（特別出演）
- 2021年：KBS《紅色高跟鞋》飾演 尹賢錫
- 2022年：KBS1《我眼裡的豆莢》飾演 金道鎮（特別出演）
- 2024年：KBS1《幸運的我們》飾演 韓賢成

### 電影
- 2006年：《韓半島（英语：Hanbando (film)）》飾演 世子
- 2013年：《戀愛的溫度》飾演 分行職員
- 2014年：《海賊：汪洋爭霸》飾演 石鎖
- 2015年：《藥商》飾演 頒獎典禮主持人
- 2015年：《西部戰線》飾演 觀測兵2
- 2017年：《A Single Rider（英语：A Single Rider）》飾演 救援隊員
- 2017年：《準備（英语：The Preparation）》飾演 男戀人
- 2020年：《正在相愛嗎？》飾演 搭訕男

### 舞台劇
- 2020年：《XXL 레오타드 안나수이 손거울》飾演 준호
- 2024年：《美麗人生 Beautiful Life》飾演 春植

## 外部連結
- 申正允的Instagram帳戶